# Baureihe 139
De Baureihe 139 tot 1968 bekend als E40.11 is een elektrische locomotief bestemd voor het personenvervoer en voor het goederenvervoer van de Deutsche Bundesbahn (DB).

## Geschiedenis
De locomotieven werden na de Tweede Wereldoorlog ontwikkeld en gebouwd door meerdere fabrikanten. Het ging hierbij om de bovenbouw gebouwd door Henschel werk Kassel, door Krauss-Maffei werk München-Allach en door Krupp werk Essen en de elektrische installatie gebouwd door AEG, door BBC en door Siemens.
In de herfst van 1952 vond de roll-out van de eerste locomotief de E10 001 bij Krauss-Maffei en AEG in München-Allach plaats.
Uit dit prototype locomotieven werden achtereenvolgens de volgende locomotieven ontwikkeld en gebouwd als serie E41, als serie E40.11, en als serie E50.

## Constructie en techniek
De locomotief heeft een stalen frame. Op de draaistellen wordt elke as door een elektrische motor aangedreven.

### Nummers
De volgende locomotieven werden uitgerust met een elektrische (recuperatie) rem aangeduid als E40.11in 1968 vernummerd in Baureihe 139.
- E40 1131 - 1137: in 1968 vernummerd in 139 131 - 137
- E40 1163 - 1166: in 1968 vernummerd in 139 163 - 166
- E40 1309 - 1316: in 1968 vernummerd in 139 309 - 316
- E40 1552 - 1563: in 1968 vernummerd in 139 552 - 563

## Treindiensten
De locomotieven werden door de Deutsche Bundesbahn (DB) ingezet in het goederenvervoer en in het personenvervoer op onder meer de volgende trajecten in Duitsland.
- Höllentalbahn